# Alice Woodward-Horsley
Alice Woodward-Horsley, OBE (* 3. Februar 1871 nahe Auckland, Neuseeland; † 7. November 1957 in Stadtteil Papatoetoe von Auckland, Neuseeland) war eine neuseeländische Ärztin, Anästhesistin, Bakteriologin und Pathologin.

## Frühes Leben
Alice Woodward wurde am 3. Februar 1871 als Tochter und älteste von vier Kindern der Eheleute Laura Young, Lehrerin von Beruf, und dem Farmer und ebenfalls eine Zeit lang als Lehrer tätigen William Woodward, nahe Auckland geboren. Über Woodwards Kindheit und Jugendzeit ist nichts bekannt, außer, dass sie im Alter von dreizehn Jahren die Schule verließ oder verlassen musste. Nachdem Woodward von Freunden der Familie Nachhilfeunterricht in den Fächern Chemie und Latein erhalten hatte, konnte sie sich 1894 an der University of Otago für den Bereich Medizin immatrikulieren und studieren.

## Arbeit als Ärztin
Im Jahr 1900 schloss sie ihr Studium mit einem bestandenen Examen ab. Constance Frost, Jane Kinder und Daisy Platts waren drei ihrer Kommilitoninnen, die zeitgleich mit ihr ihren Abschluss in Medizin machten. Vor ihnen gab es mit Emily Siedeberg und Margaret Cruickshank nur zwei Frauen, die in dem seinerzeit in Neuseeland noch männerdominierten Beruf ihren Abschluss machten und als Ärztinnen praktizieren konnten. Woodward stammte aus einer wohlhabenden Familie und war eigentlich nicht auf die Einkünfte aus ihrer Arbeit angewiesen. Doch sie ging zurück nach Auckland, wurde die erste Ärztin, die in Auckland registriert und zugelassen wurde und eröffnete über einer Apotheke in der Queen Street eine Praxis für Allgemeinmedizin. 1902 bekam sie eine Anstellung vom Auckland Hospital als ehrenamtliche Bakteriologin und Pathologin und arbeitete in dem Bereich im Krankenhaus für ein Jahr. Sie war in dem Krankenhaus auch die erste Ärztin, die praktizieren durfte.

## Ehe
Während ihrer Zeit in ihrer Praxis lernte sie den Apothekerlehrling Arthur John Horsley aus der Apotheke im Erdgeschoss unter ihrer Praxis kennen. Sie heirateten am 9. Dezember 1903 in der anglikanischen Kirche St. James' in Māngere.

## Engagement als Ärztin
1917 zog Woodward mit ihrem Mann in die Symonds Street in Auckland um, seinerzeit ein beliebtes Viertel bei Ärzten. Als Dr. Alice Woodward-Horsley praktizierte sie dort über 40 Jahre. Doch ihr Interesse galt auch der Geburtshilfe und der Anästhesie. So wurde sie bereit 1915 vom Auckland Hospital zur ehrenamtlich praktizierende Anästhesistin ernannt, eine Tätigkeit, die sie bis weit in die 60er Jahre ausübte. Von 1936 bis 1946 zählte sie auch zum Anästhesie-Personal des Mater Misericordiae Hospital in Auckland. Auch übernahm sie privat Anästhesie-Aufgaben für bekannte männliche Chirurgen in Auckland.
Von ihrem humanitären Weltbild beeinflusst, handelte Woodward oft unentgeltlich am Problem der Menschen orientiert. Sie behandelte oft bedürftige Mensch ohne Bezahlung und gab ihnen in manchen Fällen sogar Geld um über die Runden zu kommen. Auch nahm sie manchmal unverheirateten Mütter, die eine schwierige Zeit durchlebten, bei sich als Haushaltshilfe auf. Während eines Ausbruchs einer Seuche im Jahr 1900 meldete sie sich freiwillig zum Krankenhausdienst, stattet während der Spanischen Grippe, die 1918 auch Neuseeland erfasste, bei betroffenen Patienten täglich Besuche ab und  war im Jahr 1931 nach dem schweren Erdbeben in der Hawke’s Bay Mitglied des medizinischen Hilfstrupps.
Während der Great Depression in den 1930er Jahren konnten sich viele Menschen eine medizinische Versorgung nicht leisten. Um diesem Problem begegnen zu können, wurde bereits 1930 die nicht-konfessionell gebundene Dock Street Mission Medical Clinic eröffnet. 1932 half Woodward in der Klinik aus, nachdem sich ein anderer Arzt geweigert hatte zu kommen und dem Patienten zu helfen. Sie wurde daraufhin die reguläre Ärztin der Mission. in den zwei bis drei Stunden die an einem Tag dort für Behandlungen zur Verfügung stand, musste sie manchmal bis zu 50 Patienten behandeln, was auch an ihren Kräften zerrte.
Woodward war eine bemerkenswerte Persönlichkeit und erhielt auch aus der Ärzteschaft große Anerkennung für ihre Arbeit und ihr Engagement. Sie galt vielen als Inspiration. Für ihr Engagement wurde sie 1939 mit der Medaille des Officer of the Most Excellent Order of the British Empire (O.B.E.) ausgezeichnet.
Alice Woodward-Horsley verstarb nach einer langen und erfolgreichen Karriere am 7. November 1957 im Alter von 88 Jahren in Papatoetoe, einem Stadtteil von Auckland. Ihr Mann war bereits sieben Jahre zuvor von ihr gegangen.

## Ehrungen
- Officer of the Most Excellent Order of the British Empire (OBE)[2]